# Костас Симитис
Константинос Г. Симитис (на гръцки: Κωνσταντίνος Γ. Σημίτης) е гръцки политик. Бивш министър-председател на Гърция и лидер на Общогръцкото социалистическо движение (ПАСОК) от 1996 г. до 2004 г.

## Биография
Симитис е роден на 23 юни 1936 г. в Пирея. Учи право в Магдебургския университет в Източна Германия и икономика в Лондонската школа за икономика. Женен за Дафни Аркадиу, имат две дъщери. Започва преподавателската си дейност като доцент в университета в Констанц, Германия. От 1977 г. е редовен професор в Университета „Пандион“, Атина.
Участва активно в борбата срещу военния режим в страната (1967 – 1974), осъден е на 2 години затвор. През 1969 г. избягва в Германия. Съпругата му е арестувана за период от 2 месеца. През 1970 г. става член на Общогръцкото освободително движение, създадено в Германия.
През 1974 г. е един от членовете-учредители на партията ПАСОК. Избран е за член е на Изпълнителното бюро и Централния комитет на ПАСОК.
След изборната победа на ПАСОК през 1981 г. е назначен за министър на земеделието. Бил е министър на националната икономика (1985), министър на образованието (1989) и министър на промишлеността (1993).
След оставката на Андреас Папандреу на 18 януари 1996 г. е избран за министър-председател от парламентарната група на ПАСОК. На 30 юни същата година на Четвъртия конгрес на ПАСОК е избран за председател на партията. На парламентарните избори на 22 септември 1996 г. ПАСОК печели и Симитис отново е избран за министър-председател. На Петия конгрес на партията (1999 г.) е преизбран за неин председател. На проведените на 9 април 2000 г. ПАСОК печели и Симитис съставя правителство. Преизбран е за председател на партията на Шестия конгрес (октомври 2001).
На 7 март 2004 г. подава оставка от поста председател на ПАСОК в полза на Георгиос А. Папандреу.
Константинос Симитис е бил председател на Европейския съвет през първото шестмесечие на 2003 г. в рамките на 4-то председателство на Гърция.
На 5 януари 2025 г. умира в Коринт, Гърция. Погребан е в Първото атинско гробище (Атина).